# Sara J. Henry
Pour les articles homonymes, voir Henry.
Sara J. Henry, née à Oak Ridge dans le Tennessee aux États-Unis, est une femme de lettres américaine, auteure de roman policier.

## Biographie
Elle fait des études à l'université du Tennessee, à l'université Carleton et à l'université de Floride.
En 2011, elle publie son premier roman, Learning to Swim pour lequel elle est lauréate du prix Agatha 2011 du meilleur premier roman, du prix Anthony 2012 du meilleur premier roman et du prix Mary Higgins Clark 2012.

## Œuvre

### Romans

#### SérieTroy Chance
- Learning to Swim (2011)
- A Cold and Lonely Place (2013)

## Prix et distinctions

### Prix
- Prix Agatha 2011 du meilleur premier roman pour Learning to Swim[1]
- Prix Anthony 2012 du meilleur premier roman pour Learning to Swim[2]
- Prix Mary Higgins Clark 2012 pour Learning to Swim[3]